# Vereščagino
Vereščagino (rusky Верещагино) je město v Permském kraji v Ruské federaci. Při sčítání lidu v roce 2010 mělo přes dvaadvacet tisíc obyvatel.

## Poloha a doprava
Vereščagino leží v západním předhůří Uralu. Od Permu, správního střediska kraje, je vzdáleno přibližně 140 kilometrů západně. Bližší město jsou Očor přibližně 20 kilometrů jižně a Nytva přibližně čtyřicet kilometrů východně.
Přes město prochází železniční trať z Kirova do Permu.

## Dějiny
Obec vznikla v roce 1898 jako staniční osídlení při stanici tehdy budované Transsibiřské magistrály. Do roku 1904 se nazývala Očorskaja (Очёрская) a pak do roku 1915 Vozněsenskaja (Вознесенская). Pak byla přejmenována na Vereščagino k poctě malíře Vasilije Vasiljeviče Věreščagina, který se zde zastavil při své cestě na frontu rusko-japonské války, kde zahynul při potopení Petropavlovsku.
Od roku 1942 je Vereščagino městem.